# Talang (Payakumbuh Barat)
Talang is een bestuurslaag in het regentschap Payakumbuh van de provincie West-Sumatra, Indonesië. Talang telt 2054 inwoners (volkstelling 2010).